# Kyros von Panopolis
Kyros von Panopolis (vollständiger Name Flavius Taurus Seleucus Cyrus Hierax) war ein oströmischer Patricius und Senator unter Kaiserin Aelia Eudocia und Kaiser Theodosius II.
Kyros stammte aus Panopolis in der Thebais. Zunächst tat er sich als Dichter hervor, indem er iambische Lobgedichte auf hohe Beamte wie den dux Mauricius verfasste. Einige seiner Epigramme sind erhalten. Als epischer Dichter stand er in Kontakt mit der Kaiserin Aelia Eudocia, die offenbar für seinen Aufstieg am oströmischen Hof in Konstantinopel entscheidend war. Er wurde Stadtpräfekt von Konstantinopel (439–441) sowie 439–441 auch gleichzeitig Prätorianerpräfekt des Ostens. Für 441 wurde er zusätzlich mit dem Konsulat geehrt.
Kyros war der erste Präfekt, der seine Anordnungen in griechischer Sprache herausgab. Er hat mehr öffentliche Bauwerke errichten lassen als irgendwer seit Konstantin dem Großen. So vervollständigte er das Bauwerk der Theodosianischen Mauer und sorgte für eine Form der Straßenbeleuchtung, indem er die Ladenbesitzer veranlasste, am Abend und in der Nacht ihre offenen Buden zu erhellen. Er war gemeinsam mit dem kaiserlichen Paar auch maßgeblich daran beteiligt, die vergleichsweise bescheidene, von Konstantin geschaffene Bildungsstätte in eine große bedeutende Universität umzuwandeln. Zwar verfügte sowohl die griechische wie die lateinische Abteilung jeweils über zehn Lehrstühle für Grammatik, aber die griechische konnte sich mit fünf Lehrstühlen für Rhetorik brüsten, während die lateinische sich mit dreien bescheiden musste.
Während seines Konsulats wurde Kyros, der philosophisch interessiert und dadurch verdächtig war, mit den alten Kulten zu sympathisieren, des Heidentums angeklagt und seiner Posten und seines Vermögens enthoben. Im Hippodrom als „Zweiter Gründer Konstantinopels“ gefeiert, war er Theodosius offenbar zu mächtig geworden. Kyros wurde 443 zum Bischof von Cotyaeum in Phrygien geweiht, gab dieses Amt nach dem Tod des Theodosius 450 aber wieder auf und lebte als Privatmann bis in die Zeit Leons II. in Konstantinopel, nachdem ihn Markian begnadigt und wieder in sein Vermögen eingesetzt hatte.